# 航天飞机固体助推器

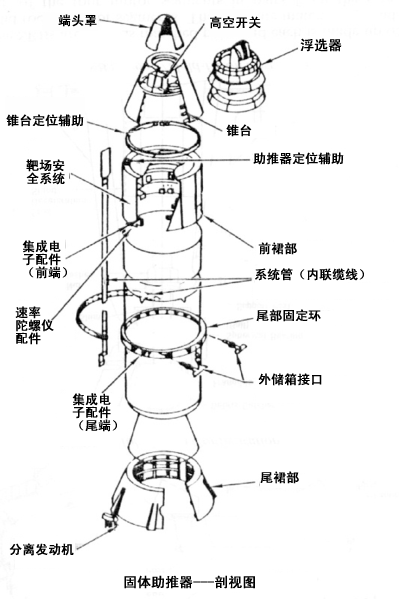
SRB剖视图

航天飞机固体助推器（英語：Space Shuttle Solid Rocket Boosters，常简称為SRB或助推器）是为航天飞机在发射升空前两分钟内提供推力的一对固体火箭助推器，安装在太空梭外储箱两侧。每台助推器能产生1.8倍于F-1发动机的推力，F-1是推力最大的单室液体燃料火箭发动机，五台F-1驱动登月火箭土星五号。而SRB是推力最大的固体火箭发动机及固体助推器，也是载人航天第一次使用固体助推器。被抛弃的SRB溅落大西洋上，被打捞后在進行翻修與重新灌注推进剂就可重新使用，可重用数次。SRB的主要承包商和药柱生产商是位于犹他州布里格姆城的锡奥科尔公司。

## 概览
两台可重用的SRB提供航天飞机离地时的主要推力，一直工作到约45公里（150000英尺）高空。在发射台上，SRB承担了外储箱和轨道器的全部重量，并将之转移给移动发射台。发射时每台助推器产生约1245吨（2800000磅力）推力，随后迅速增加到1379吨（3100000磅力）推力。三台主发动机点火推力达到预设水平后，SRB分离发动机点火。SRB分离75秒后到达67公里（220000英尺）最高点，随后降落伞打开，溅落在离发射场122海里（226公里）海面上并得到回收。
SRB是最大的固体燃料火箭，也是第一次采用可重用设计的固体火箭。助推器高45米，直径3.7米。在发射台上，每台助推器重589550 kg（1300000磅），两台助推器占全部起飞质量的60%。而每台助推器中填充的推进剂重约498850 kg（1100000磅）。
SRB的基本元件有发动机（含壳体，推进剂，点火器和喷管），主结构体，分离系统，飞行控制仪器，火工设备，减速系统，推力矢量控制器，回收系统，安全自毁系统。
每台助推器都通过SRB尾部的两个横向支杆和斜向连接杆与外储箱相接，并且SRB前裙部与外储箱前端相接。每台助推器尾部还通过四颗脆性螺母与发射台相接，起飞时螺母断开。
助推器分为七部分由不同厂商制造然后在厂房中成对组装，通过铁路运到肯尼迪航天中心完成最后总装。各段通过环形柄、环形夹和环形销连接和固定，再用“O形环”进行密封（最初使用两个，在1986年“挑战者号灾难”后改成三个），最后涂上耐热腻子。

## 组件

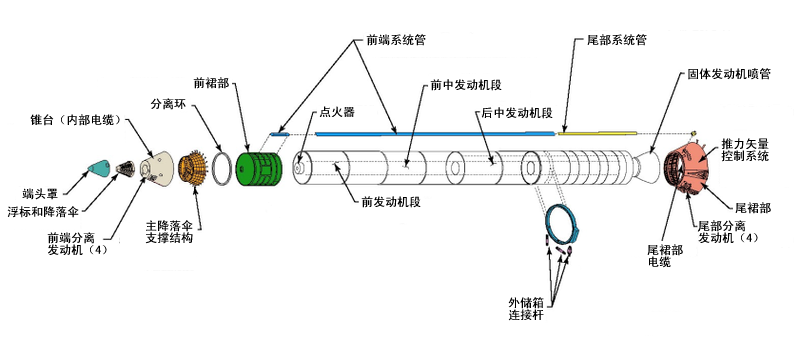
SRB结构

### 固定柱
每台助推器都有四个固定柱与发射台上的相应的支撑柱对应，固定螺栓将助推器与发射台连接起来。螺栓两端都有螺母，而顶端螺母是脆性螺母，其中含有两个NASA标准起爆器（NSD），将在固体发动机收到点火命令后起爆。随后螺栓在NSD燃气压力和重力作用下向下滑出掉入装满沙的螺栓减速台。该螺栓长71厘米，直径8.9厘米。而脆性螺母被吹风容器捕获。如果固定失败，SRB的推力足够拉断螺栓，释放航天飞机。
SRB的点火命令是轨道器中的电脑发出的，信号经主事件控制器到移动发射台上的火工点火控制器（PIC）。发射前16秒，发射处理系统为PIC低压供电，PIC使用低压启动起爆器。

### 电力分配
轨道器的主直流总线电源通过A、B、C三条SRB总线向SRB供电，分别对应主直流总线电源的A,B,C线。主直流总线电源的C线作为SRB的A、B总线的备用电源，B线作为SRB的C总线备用电源。如此电力分配设计可使所有SRB总线在轨道器其中一个总线失效时保持电力。
公称运行电压是28±4V DC.

### 液压系统
每台SRB都含有两套自维持的独立液压动力系统（HPU），每个系统由辅助动力系统（APU），燃料供给模块，液压泵，液压储油器和液压液体管道集成组成。辅助动力系统由联氨供能，通过机械轴驱动液压泵，产生SRB液压系统的液压。两套液压动力系统和两套液压系统处于SRB尾部，位于喷管和尾裙部之间。液压动力系统的组件安置在尾裙部，处于摇摆和倾斜传动装置之间。而控制电路模块置于尾部外储箱连接环处的电子集成设备区。两套系统在T+28秒开始工作，直至SRB与外储箱和轨道器分离。
液压动力系统和其燃料系统是彼此分开的。每个燃料供给模块储有10kg联氨，压力为2757.88 kPa（400psi）的氮气挤压联氨进入燃料分配管。
辅助动力系统（APU）中，燃料泵给联氨增压并输送至燃气发生器。燃气发生器在催化剂作用下将联氨分解为高温，高压气体。二级涡轮泵将气压变为机械动力，驱动变速箱。冷却的低压废气在排出前还流经燃气发生器做冷却之用。变速箱驱动燃料泵，自身润滑泵，液压动力系统的液压泵。该系统不能自启动，因此一根旁管向燃气发生器输送氮气，直到辅助动力系统转速过高，产生的出口压力高过旁管。
APU转速达到100%，APU主控制阀关闭，此后APU的转速由控制电路控制。如果主控制阀出故障保持开放状态，副控制阀将在APU达到112%转速时起作用。APU的全速转速为72,000 rpm，110%转速为79,200 rpm，112%转速为80,640 rpm。
SRB上的液压动力系统与SRB的伺服传动机构相连，一套系统为伺服传动机构提供主动力，第二套作为副动力源。若主液压系统压力降至14100kPa，传动机构由切换阀控制开启副动力源。切换阀处于第二位置时，一个开关触头将关闭。若阀门关闭，APU控制器将收到信号，将APU设定为112%工作状态。APU的全速工作能为一套APU/HPU提供足够液压。
液压泵转速为3,600 rpm，输出液压为21000±340kPa。高压放泄阀当液压超过25855kPa时打开，以保护液压系统。
APU/HPU及液压系统可重用20次。

### 推力矢量控制系统
每台SRB有两套液压万向伺服传动机：一套用于翻滚，一套用于倾斜。伺服传动机为喷管的推力矢量控制提供动力。
航天飞机飞行控制系统中的上升推力矢量控制部分（TVC）负责引导三台主发动机和两台SRB的推力以在发射和上升段控制飞行高度和轨迹。来自制导系统的指令送到TVC，TVC按一定比例分给主发动机和SRB的伺服传动机。四个独立的飞行控制系统通道和四个TVC通道控制六个主发动机驱动器和四个SRB的ATVC驱动器，一个驱动器负责一台伺服传动机。
每个SRB伺服传动机由四个独立的二级伺服阀组成，伺服阀接受来自驱动器的信号。一个伺服阀控制一个传动机，进而控制喷管朝向，确定推力方向。传动机动力缸中传感器为推力矢量系统提供定位反馈信息。
每套传动机的四个伺服阀还提供一套控制定位的“多数表决机制”，即四个伺服阀的信号一致才启动，如果一个错误信号持续超过预定时间，压差传感器激活选择阀以隔离故障伺服阀的液压。由其余的伺服阀控制传动机运动。
每个信号通道的故障监视器可以显示哪个通道出问题，而隔离阀可以复位出故障的通道。
每套伺服传动机还有溅落减载设备，使喷管的挠性轴承的溅落至海面时免受损伤。

### 速率陀螺仪配件
每台SRB有两个速率陀螺仪集成(RGA)，每个RGA含有一个倾斜和一个偏航陀螺仪。它们与轨道器的翻转陀螺仪一同为轨道器电脑，制导导航系统和控制系统提供数据。SRB分离后，轨道器的陀螺仪集成继续工作。
陀螺仪集成信号通过尾部多路/多路分配器传到轨道器通用控制系统。陀螺仪集成数据冗余系统采用中值选择方式。陀螺仪集成可重用20次。

### 推进剂
发动机推进剂由高氯酸铵（氧化剂，占69.6% 质量），铝（燃料，16%），铁氧化物（催化剂，0.4%），聚合物（如PBAN和HTPB，作粘合剂，次级燃料，12.04%），环氧树脂（固化剂，1.96%）组成。这种推进剂亦称高氯酸铵组合推进剂（APCP）。用这种推进剂海平面比冲为242秒，真空比冲268秒。
主燃料是铝，因为铝比能为31.0MJ/kg，但是体积应变能密度也很高，难以意外引燃。
推进剂在前发动机段中是十一星形填料，在尾部和后罩部呈双截锥形。如此填装使发动机在离地时产生大推力，并在约50秒后推力渐减以避免航天飞机在最大动压（Max Q）期间过载。

## 工作过程

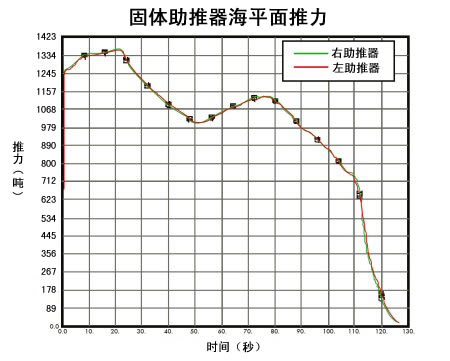
SRB海平面推力，数据来自STS-107

### 点火
SRB只有在安全发火机构的锁针被移除后点火器才能工作，锁针由地面工作人员在预发射期间手工移除。助推器发动机点火指令在三台主发动机点火并达到额定推力90%时发出，而且没有主发动机故障，SRB点火器火工启动控制器（PIC）电压过低，发射处理系统（LPS）没有延迟。
轨道器电脑通过主事件控制器（MEC）向SRB上的安全发火机构，NASA标准起爆器发出点火指令。火工启动控制器的一个单通道电容放电器控制各个火工设备的点火。火工启动控制器必须同时收到三个信号才能点火，三个信号是：预备，点火1和点火2，它们源自轨道器通用计算机 (GPC)，随后送到MEC，MEC用28伏电压将信号送到PIC。arm信号将PIC电容充电到40伏 DC。
通用计算机的发射序列也控制一部分主推进系统阀门，并监视主发动机的就绪状态。机载计算机在T-6.6秒向主推进系统发出启动指令（次第启动三台主发动机，间隔0.25秒），随后监视每台发动机的推力变化，三台主发动机必须在三秒内达到90%推力，否则会发出程序关机指令，并触发安全措施。
正常情况下（推力达到90%）在T-3秒时，主发动机接到指令调整到喷管到起飞朝向，同时SRB接到点火1信号，航天飞机基本弯曲载荷模式初始化（按外储箱顶部为标准，朝向外储箱方向移动65厘米（25.5英寸）。
点火2命令使多余的标准起爆器起爆，从薄挡片上落入火焰管，由此点燃安全发火机构中的增压火药（pyro booster charge）, 增压火药点燃点火启动器中的炸药，燃烧产物点燃固体发动机点火器，点火器瞬间点燃SRB垂直方向上全部推进剂表面。
在T时刻，两台SRB在四台机载计算机发出的指令下点火，SRB上的爆炸螺栓触发，机载主计时系统，事件计时器，任务时间计时器启动，三台主发动机推力达到100%，地面发射序列结束。
发动机推力在最大动压区域（Max Q）能调节减小，推进剂初始是星形填装，随后逐渐燃烧变成圆形外表面，表面积减小，因此推力减小。

### 分离
当固体发动机室压传感器经过冗余管理系统，中值选择后，两台SRB的首端室压低于345kPa（50psi），SRB分离过程启动。另有备份方案是比对点火至当前时刻所经历的时间。
分离过程启动后，推力矢量系统控制传动机移向零位，将主推进系统设为“第二级”模式（启动0.8秒后）以确保两台SRB推力都降至44吨以下。轨道器偏航姿态持续4秒，SRB推力降至27吨以下。分离指令由轨道器下达，SRB接到指令后在30毫秒内，起爆标准起爆器和分离发动机，与外储箱分开。每台SRB的每一端都有四台分离发动机。
前附着点有一个球，与外储箱的插口通过螺栓连接。螺栓两端含有标准起爆器。尾部附着点有三部分组成：上杆，下杆和斜杆。每个支杆两端都装有标准起爆器。

### 安全自毁系统
安全自毁系统（RSS）是当航天飞机失控后，由远程遥控自毁全机或部分，以减少爆炸碎片，有毒物质等。目前安全自毁系统只使用过一次，即在挑战者号解体37秒后。
每台SRB有一套安全自毁系统，系统可接受由地面发出的两条指令(预备和点火)。只有当航天飞机越过发射轨迹红线时，自毁系统才会使用。
自毁系统由两个天线耦合器，指令接收/解码机，双分配器，安全发火机构（含两个NASA标准起爆器），两个引爆信管总管(CDF)，七个CDF集成，一个线性火药（LSC）。
天线耦合器为无线电频率和地面支持设备指令提供适当阻抗。指令接收机调谐自毁指令频率，将输入信号送到分配器。指令解码器保证只有正确的指令进入分配器。分配器也有保证指令正确的设备。
标准起爆器产生火花点燃CDF，进而点燃LSC引爆航天飞机。安全发火机构在发射前和分离过程起到隔离标准起爆器和CDF的作用。
第一个预备信号，开启自毁程序，点亮位于指令长和成员舱显示和控制板上一盏灯。第二个信号就是点火指令。
SRB上的分配器是交叉相连的，如果一个SRB收到预备或者自毁信号，另一个SRB也将得到信号。
自毁系统电池为自毁A系统供电，回收电池为自毁B系统和回收系统供电。在SRB分离序列中，自毁系统电源关闭，回收系统得到供电。

### 降落和回收

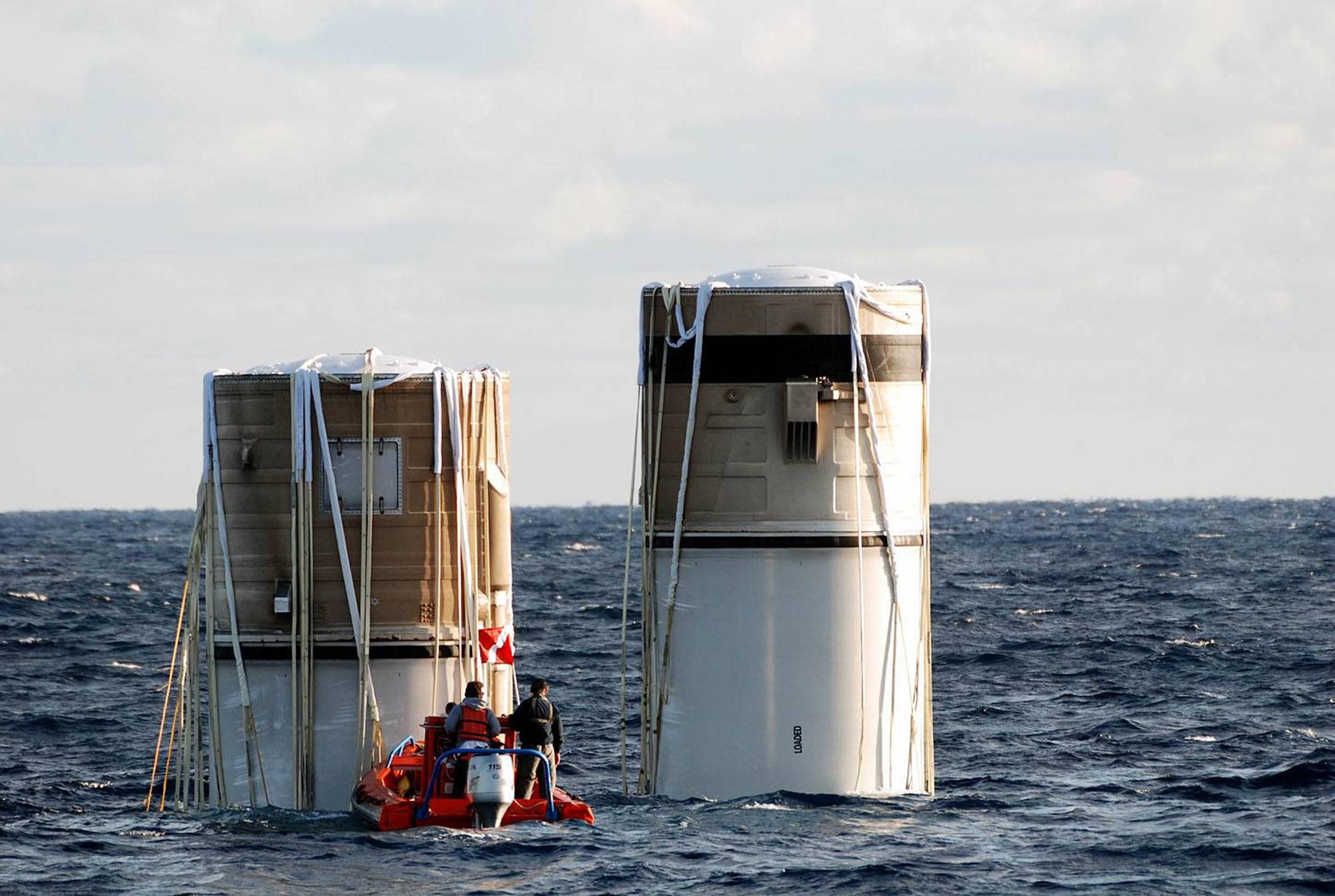
发现号执行STS-116任务时抛弃的助推器，漂浮在离卡纳维拉尔角240公里的大西洋海面。

分离前，轨道器向SRB发出指令开启回收逻辑系统。同时发出指令开启三个端头罩推力器（以便展开引导伞和降落伞），锥体环起爆器（以便展开主降落伞），断开主降落伞连接。
回收序列从高空空压开关运行开始，触发端头罩推力器，抛除端头罩，放出引导伞。端头罩分离预定高度4786米，约在SRB分离218秒后。直径3.5米的引导伞拉动连接切割刀的系索，切断减速伞的固定环带。引导伞拉出减速伞包悬挂带，使之从原位置展开。十二根长32米的悬挂带伸开后，直径16.5米的减速伞打开。减速伞可承受约143吨重量，自重544kg。
减速伞展开后，SRB呈尾端在下状态。在预定高度1676米，SRB分离243秒后，低空空压开关打开，锥台体分离，减速伞将锥台体拉离SRB。主伞悬索从位于锥台内展开，全长62米，接着三个主伞展开，一段时间延迟后，主伞收束绳断开，主伞张开至原始尺寸。每个伞直径45米，承重88吨，自重988kg。锥台体分离20秒后，喷管延伸部分离。
SRB分离279秒后，以23m/s的速度溅落海面。溅落点约离佛罗里达州东海岸240公里（130海里）。由于SRB是喷管先入水，空气已充满内部，使得SRB漂浮，前端露出水面9米。

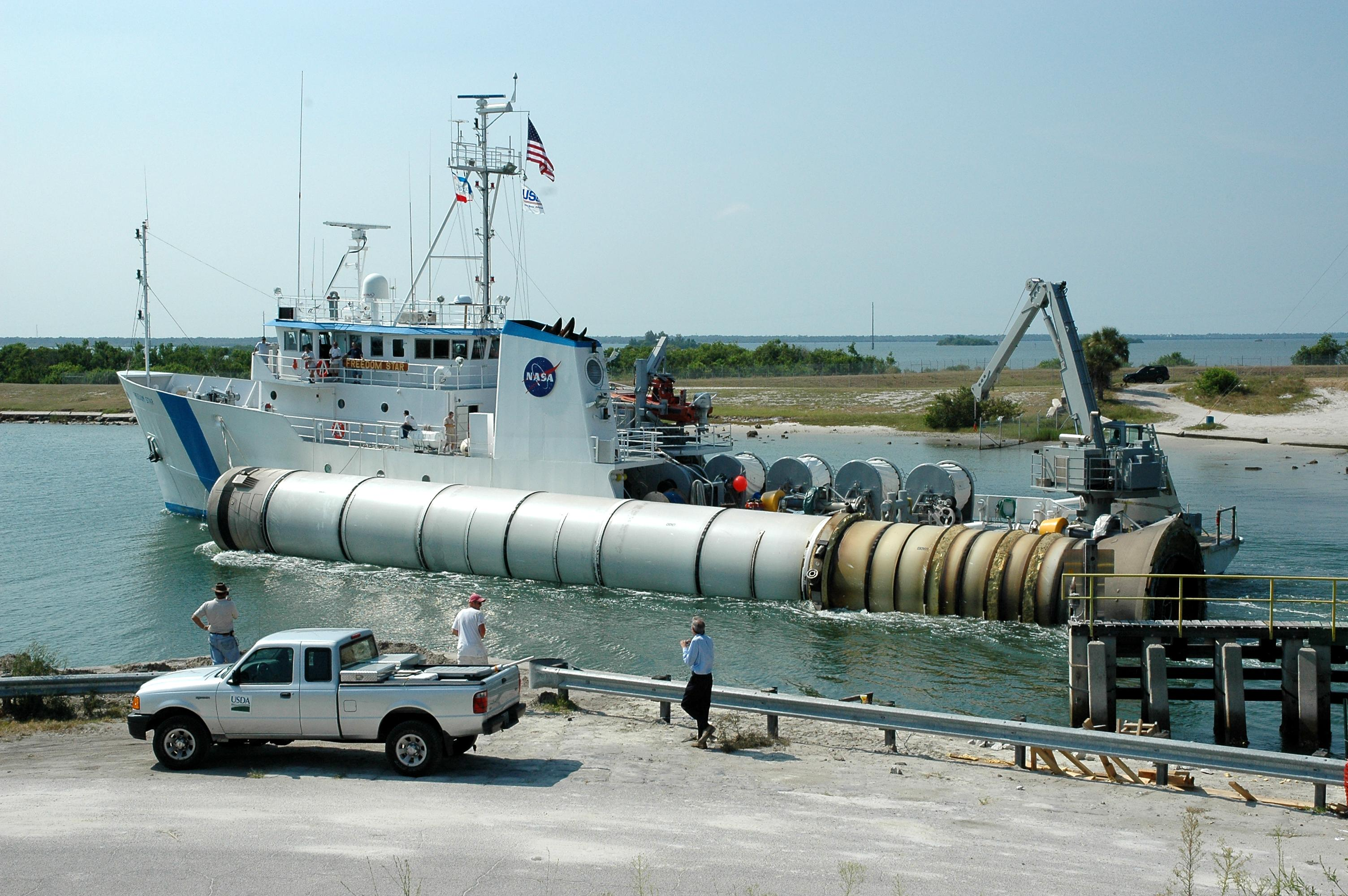
STS-114任务使用的SRB被回收运回卡纳维拉尔角

目前的设计是保留主伞至溅落。盐水活化释放设备(SWAR)集成到主伞总力管中，以简化回收工作，并减小对SRB的损伤。
特别打造的NASA回收船，Freedom Star和Liberty Star，前往回收SRB及相关设备。助推器被定位后，潜水员将潜水运作设备（DOP）放入喷管中，向发动机壳体内注入空气，使SRB变为水平漂浮以便拖运。随后回收船将SRB及其它组件拖回肯尼迪航天中心。

## 挑战者号事故

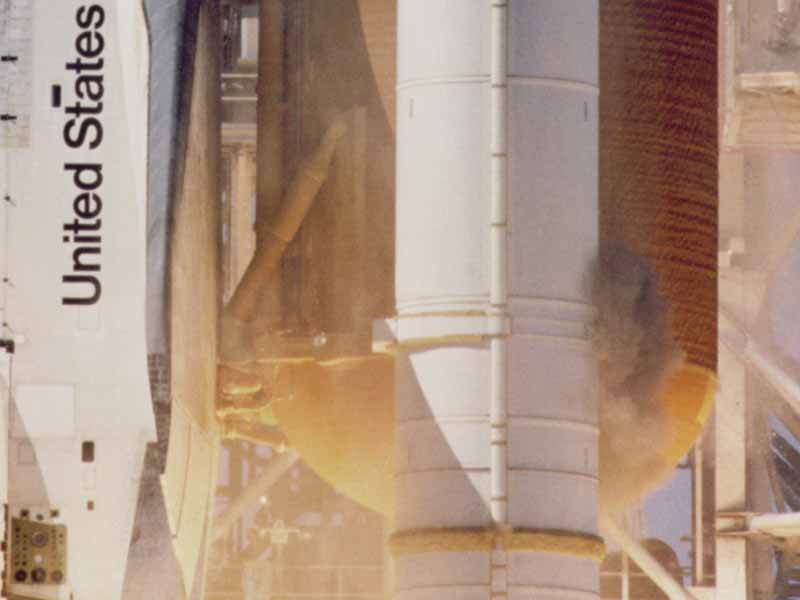
挑战者号执行STS-51-L任务前，相机捕捉到烟从右侧SRB冒出

罗杰斯委员会报告指出挑战者号失事是由SRB的连接设计缺陷引起的。停飞期间，对挑战者号残骸的详细的结构分析发现，SRB与外储箱的连接环在冲击下产生过载碰撞。为了修正此缺陷，连接环被重新设计为360°环绕助推器。以前的设计只是270°环绕。
此外，专门的结构测试发现固定柱与尾裙部的连接焊接存在问题，因此尾裙部的尾环增加了加强梁。
两处改动使每台SRB增重204 kg（450磅），新助推器名为“重设计固体火箭发动机”(RSRM)。

## 制造商
SRB的主承包商是锡奥科尔公司位于百翰市的沃萨奇分部。联合太空联盟的固体火箭助推器元件分部负责SRB的集成总装，检验。
其他为SRB提供组件的公司有：
- 派克-比尔安达公司--卡拉马祖 (密歇根州) (液压泵)
- 喷气飞机公司--雷德蒙德 (华盛顿州) (联氨燃气发生器)
- Arde公司--莫瓦 (新泽西州) (联氨供给模块)
- Arkwin工业公司--韦斯特伯里 (纽约州) (液压容器)
- 艾登塞矢量分部--新镇 (宾夕法尼亚州) (集成电子设备)
- 邦迪克斯公司--泰特波罗 (新泽西州) (集成电子设备)
- 综合控制设备公司--艾尔塞贡度 (加利福尼亚州) (联氨)
- Eldec公司--林伍德 (华盛顿州) (集成电子设备)
- 爆破技术公司--费尔菲尔德 (加利福尼亚州) (约束起爆引信总管)
- Gaco Western--西雅图 (华盛顿州) (Hypalon涂料)
- 洛克希德·马丁公司--丹佛 (科罗拉多州) (陀螺仪启动控制器)
- 穆格公司--东欧罗拉 (纽约州) (伺服传动机构，燃料隔离阀)
- 摩托罗拉公司--斯科茨代尔 (亚利桑那州) (安全自毁接收机)
- 先锋降落伞公司--曼彻斯特 (康涅狄格州) (降落伞)
- 斯佩里兰德飞行系统公司--菲尼克斯 (亚利桑那州) (多路器 / 多路分配器)
- 特利丹公司--刘易斯堡 (田纳西州) (定位辅助发射机)
- ATK发射系统公司--百翰市 (犹他州) (分离发动机)
- 汉胜公司--罗克福德 (伊利诺斯州) (辅助动力系统)
- VACCO工业公司--艾尔蒙特 (加利福尼亚州) (安全发火机构)
- Voss工业公司--克里夫蘭 (俄亥俄州) (SRB固定带)

## 先进固体助推器
NASA曾计划在自己的工厂制造新的先进固体助推器（ASRB）来取代“挑战者号”之后的航天飞机所用助推器。ASRB将能产生额外推力来增加航天飞机载荷，以便能运送组件到国际空间站。在花费了20亿美元之后，该项目被取消，而“超轻型外储箱”替换之前发射时挂载的“轻型外储箱”。现在ASRB的外壳和“开路者号”一起陈列在位于亨茨维尔的美国太空和火箭中心。

## 纤维缠绕壳体
为了在范登堡空军基地的SLC-6发射台上将航天飞机送入极轨道，SRB采用更轻的纤维缠绕壳体(FWC)代替肯尼迪航天中心发射时用的钢制壳体。与常规SRB采用了曾导致挑战者号事故的有缺陷的安装接头设计不同，纤维缠绕壳体采助推器采用双尾（"double tang"）连接设计（可在主发动机点火离地前的震动中使助推器保持相对位置不变），但仍使用两个O形密封环。

## 五段式助推器
在2003年“哥伦比亚号”事故之前，NASA曾考虑过将现有的四段式发动机换成五段式助推器，或者换成采用宇宙神五号或德尔塔四号技术的"flyback"液体助推器。采用五段式设计对现有航天飞机结构改动小，但能增加9,100 kg （20,000 磅 ）有效载荷到国际空间站的倾斜轨道，并且消除了执行“航天飞机异常模式”的危险，甚至可以在太平洋上空采用“双向曲折机动”飞往极轨道。哥伦比亚事件之后，NASA搁置了五段式助推器研发，而为了星座计划中的战神一号和战神五号又复兴了此计划。

## 未来应用
NASA原计划将SRB的设计和基本结构用于星座计划中的战神系列火箭。2005年，NASA宣布航天飞机衍生运载器将用于运送猎户座飞船至近地轨道，随后送往月球。而SRB衍生的运载器名为战神一号。原计划采用原先的四段式发动机作为第一级，第二级使用一台液体发动机，2006年提出的计划是采用五段式发动机做第一级，第二级采用阿波罗计划的产物J-2发动机的衍生品J-2X发动机。为安置SRB原先的端头罩部分，战神一号使用一段锥形间级来间接第一级和第二级。同时将采用更大更重的降落伞以便回收。
重型运载火箭战神五号的原设计方案是第一级采用五台SSME发动机和一对五段式发动机为助推器。后改为计划采用六台RS-68B发动机和一对5.5段式助推器（类似已退役的泰坦34-D火箭配置）。重新设计后的战神五号将比土星五号，N1火箭，能源号火箭更长，推力更大。当时因为用于战神五号的助推器其飞行轨迹和航天飞机助推器几乎相同，被认为很可能采用和航天飞机时代相同的过程。
星座计划取消后不久，太空發射系統项目启动，并最终于2022年首次发射。其设计与战神五号类似。它初期采用五段式固体火箭助推器，是航天飞机固体助推器添加一节并加以改进而来，发射后不会回收。由于数量有限，预计第九次发射起将换用新型助推器。
DIRECT计划使用的运载器与战神系列不同，将在德尔塔四号衍生火箭上采用一对原始四段式发动机配合RS-68发动机。